# Nội thân vương Tokushi
Nội thân vương Tokushi (篤子内親王 1060 – 1114) là một hoàng nữ, con gái của Thiên hoàng Go-Sanjō và là hoàng hậu (chūgū) của Thiên hoàng Horikawa.

## Đời sống
Tokushi là con gái thứ tư của Thiên hoàng Go-Sanjō và Fujiwara Shigeko, và là em gái của Thiên hoàng Shirakawa. Cha của bà qua đời năm 1073 và được Thiên hoàng Shirakawa kế vị, ông thoái vị vào năm 1087 và nhường ngôi cho con trai mình là Thiên hoàng Horikawa. Từ năm 1091 đến năm 1093, Nội thân vương Yasuko làm hoàng hậu danh dự của em trai là Thiên hoàng Horikawa. Năm 1093, Nội thân vương Yasuko rời ngôi hoàng hậu, Thiên hoàng Horikawa kết hôn với dì ruột của mình là Nội thân vương Tokushi.
Năm 1107, bà xuất gia trở thành một nữ tu Phật giáo.
Bà không có con.